# Motorola Mobility
Motorola Mobility – międzynarodowe przedsiębiorstwo telekomunikacyjne powstałe w wyniku podziału Motoroli. 15 sierpnia 2011 Motorola Mobility została kupiona przez Google za 12,5 mld dolarów. Na 2015 rok planowana była sprzedaż Motoroli Mobility chińskiej firmie Lenovo, jednak transakcja została zawarta wcześniej. W październiku 2014 r. Google sprzedało Motorola Mobility za 2,91 mld USD Lenovo.
8 stycznia 2016 marka Motorola Mobility zaczęła stopniowo być zastępowana nazwą „Lenovo Moto”. W marcu 2017 zdecydowano się na przywrócenie nazwy Motorola.